# Komatke
Komatke es un lugar designado por el censo ubicado en el condado de Maricopa en el estado estadounidense de Arizona. En el Censo de 2010 tenía una población de 821 habitantes y una densidad poblacional de 141,51 personas por km².

## Geografía
Komatke se encuentra ubicado en las coordenadas 33°17′43″N 112°9′42″O / 33.29528, -112.16167. Según la Oficina del Censo de los Estados Unidos, Komatke tiene una superficie total de 5.8 km², de la cual 5.8 km² corresponden a tierra firme y (0%) 0 km² es agua.

## Demografía
Según el censo de 2010, había 821 personas residiendo en Komatke. La densidad de población era de 141,51 hab./km². De los 821 habitantes, Komatke estaba compuesto por el 0.85% blancos, el 0.24% eran afroamericanos, el 92.45% eran amerindios, el 0.12% eran asiáticos, el 0% eran isleños del Pacífico, el 0.37% eran de otras razas y el 5.97% pertenecían a dos o más razas. Del total de la población el 18.64% eran hispanos o latinos de cualquier raza.